# Eucalyptus burgessiana
Eucalyptus burgessiana är en myrtenväxtart som beskrevs av Lawrence Alexander Sidney Johnson och Donald Frederick Blaxell. Eucalyptus burgessiana ingår i släktet Eucalyptus och familjen myrtenväxter. Inga underarter finns listade i Catalogue of Life.

## Bildgalleri

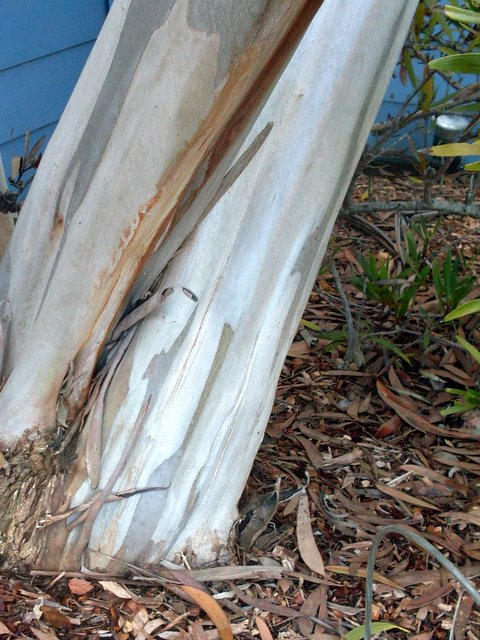